# 糸数美樹
糸数 美樹（いとかず みき、1985年3月31日 - ）は、沖縄県を拠点に活動するラジオパーソナリティ、ローカルタレントである。愛称は「ミキトニー」。

## 来歴・人物
沖縄県沖縄市池武当（いけんとう）出身。女性。自らを「池武当のブリトニー・スピアーズ」と称している。興南中学校・高等学校卒業後、玉川大学文学部国際言語文化学科に進学するため上京。大学卒業後の2008年10月から2009年3月にかけて、語学留学のためにアメリカ・カリフォルニア州へ渡米、帰国後の2010年1月より、エフエム沖縄のゴールデンアワーでパーソナリティとして、2019年3月まで活動していた。現在もテレビやラジオ、その他イベントでのタレント活動や結婚式の司会などもこなす。

## 人物
趣味はスポーツ観戦、読書、沖縄の城跡巡り、ゴルフなど。特技は英会話、料理など。

## 担当番組
- ゴールデンアワー（エフエム沖縄、2010年1月 - 2019年3月）
- カヌチャリゾートプレゼンツ TAKE A REST（エフエム沖縄、2012年10月 - ）
- Aランチ（琉球放送、2018年4月7日 - ）
- Bランチ（琉球放送 RBCiラジオ、2022年4月2日 - ）

## Mikitney Love
Mikitney Love（ミキトニーラヴ、またはミキトニーラブ）は糸数の歌手名義。公式には糸数美樹と別人とされているが、便宜上本項目で記述する。
カリフォルニア出身のアイドル。2011年時点で26歳。20歳の頃に池武当に留学していたことがあり、流暢な(沖縄)中部訛りが特徴。
西向幸三と出会った経緯として、留学先のクラブで騒いだ後に寄ったタコス屋で西向が忘れそうになった眼鏡を渡したのが出会いのきっかけとなった。
2011年8月5日にエフエム沖縄のギャラリー限定で、沖縄でも秘境の地とされる池武当と糸数美樹の素晴らしさを歌った隙間産業シングル「レディオクイーン」が発売され、YouTubeにてプロモーションビデオが公開された。
また同年、糸数美樹とミキトニーラヴはメガネ1番のテレビCMで競演した。

### ディスコグラフィ
- 「レディオクイーン」（2011年8月5日） - カップリングは26歳と言う微妙な年齢の乙女心を歌った「ほめてのばしてよ♥」[5]